# Собака на сене
«Соба́ка на се́не» (исп. El perro del hortelano, букв. «Собака садовника») — комедия в трёх действиях испанского драматурга Лопе де Вега, написанная примерно в 1618 году. Впервые опубликована в 11-м томе собрания комедий Лопе де Вега, вышедшем в Мадриде и Барселоне (1618).
В последующие годы пьеса неоднократно переиздавалась под заголовками «Amar al ver amar» («Любить при виде любви») и «La Condesa de Belflor» («Графиня де Бельфлор»). Окончательно сложившееся название является частью испанской пословицы «El perro del hortelano, que ni come las berzas ni las deja comer al amo», близкой по смыслу выражению «Собака на сене, сама не ест и другим не даёт».
Первым переводчиком комедии в России стал Н. М. Пятницкий (1843), сделавший прозаическую версию пьесы. В дальнейшем к переводам «Собаки на сене» обращались Алексей Маслов, Владимир Пяст, Михаил Лозинский и другие литераторы и публицисты.

## Действующие лица
- Диана, графиня де Бельфлор — молодая вдова
- Теодоро — секретарь Дианы
- Марсела — служанка Дианы
- Доротея — служанка Дианы
- Анарда — служанка Дианы
- Фабьо — слуга Дианы
- Граф Федерико — поклонник Дианы
- Маркиз Рикардо — поклонник Дианы
- Граф Лудовико — безутешный отец, сын которого много лет назад попал в плен к маврам
- Тристан — слуга Теодоро
- Отавьо — дворецкий
- Леонидо, Антонело, Сельо — слуги

## Сюжет

### Действие первое
Молодая неаполитанская вдова Диана пребывает в смятении: её сердцем завладел секретарь Теодоро. Пытаясь разобраться в нахлынувших чувствах, графиня де Бельфлор признаётся себе, что если бы этот умный, красивый мужчина был от рождения знатным, то она позволила бы ему приблизиться к себе. Ситуация усугубляется тем, что Теодоро симпатизирует служанке Марселе: дело явно идёт к свадьбе.
Попытки справиться с любовью Диане не удаются: от имени несуществующей римской подруги она пишет письмо-признание, просит Теодоро оценить послание и переписать его «своей рукой». Молодой человек догадывается об истинных причинах, стоящих за письмом, но в то же время сознаёт, что между ним и графиней — пропасть. Достаётся и Марселе: изнемогая от ревности, Диана приказывает запереть служанку на несколько дней в своей опочивальне.

### Действие второе
Для Теодоро наступают тяжёлые дни: графиня то даёт ему надежду, то жёстко отталкивает. Его отношения с Марселой рушатся, и девушка в отместку пытается приблизить к себе слугу Фабьо. В какой-то момент Теодоро не выдерживает и выплёскивает на хозяйку все накопившиеся эмоции, упрекая её в том, что графиня ведёт себя, как собака на сене. Разговор на повышенных тонах заканчивается пощёчинами, которыми Диана «награждает» своего секретаря.
Наблюдающий за этой сценой граф Федерико — один из поклонников графини — понимает, что за вспышкой Дианиной ярости стоит страсть.

### Действие третье
Граф Федерико и маркиз Рикардо, давно и тщетно пытающиеся растопить ледяное сердце молодой вдовы, решают, что фаворита Дианы нужно убрать с дороги. Выбрав на роль «головореза» слугу Тристана, они предлагают ему триста эскудо за убийство Теодоро. Тристан с готовностью берёт задаток и немедленно сообщает товарищу о коварном замысле графининых воздыхателей.
Теодоро решает покинуть дворец Дианы; придя к госпоже, он просит разрешения уехать в Испанию. Графиня, надеясь, что расставание поможет ей избавиться от сердечных мук, признаёт его намерение благоразумным. Но прощание затягивается: Диана то просит Теодоро уйти, то вновь возвращает.
Тем временем Тристан приступает к реализации плана, который, по его задумке, должен соединить графиню и секретаря. Он направляется во дворец старого графа Лудовико. Двадцать лет назад граф отправил на Мальту единственного сына по имени Теодоро; мальчик попал в плен к маврам, и с тех пор старик ничего о нём не слышал. Представившись Лудовико греческим купцом, Тристан сообщает, что его сын, переживший много приключений, находится в доме графини де Бельфлор.
Лудовико немедленно отправляется во дворец Дианы. Увидев Теодоро, он узнаёт в нём себя в юношеские годы и объявляет наследником всех своих владений. Секретарь смущён и растерян; оставшись наедине с Дианой, он признаётся, что историю с найденным сыном придумал Тристан. Однако для графини это уже не имеет значения: она радуется тому, что между ними больше нет сословных барьеров, и сообщает всем окружающим, что отныне Теодоро — граф и её муж.

## Художественные особенности
Основной конфликт комедии связан с сословным неравенством влюблённых. Если бы не предрассудки, Диана не стала бы мучить себя и изводить капризами Теодоро; в душе́ графини идёт постоянная борьба «любви и сословной спеси». Пытаясь спрятать страсть под маской холодности и безразличия, она слушает то доводы рассудка, то голос сердца. Чем ближе расставание с Теодоро, тем слабее «сословные мотивы». В финале пьесы Диана с готовностью принимает версию Тристана, сочинившего историю про найденного сына графа Лудовико, однако это объяснение необходимо ей лишь для того, чтобы в глазах общества её брак с секретарём не выглядел мезальянсом:
Самой же Диане любовь внушила убеждение, что «не в величье наслажденье, а в том, чтобы душа могла осуществить свою надежду».
В Теодоро чувство любви вспыхивает не сразу; его развитие растягивается на несколько этапов. Сначала молодому секретарю льстит внимание Дианы; затем начинается борьба между прежней привязанностью к Марселе и растущим желанием постоянно видеть графиню; позже возникают колебания из-за социального неравенства; в итоге побеждает любовь. История любви Теодоро даже сложнее, чем у Дианы: если изначальный интерес молодой вдовы к собственному секретарю основан на ревности, то в нём зародившаяся страсть вступает в конфликт с «гордостью простолюдина». Теодоро благороден: не желая строить счастье на обмане, он признаётся госпоже, что эпопея с найденным сыном престарелого графа Лудовико — выдумка хитреца Тристана. Для графини эта откровенность является ещё одним подтверждением того, что она отдала своё сердце достойному человеку.
Тристан, затеявший и осуществивший головокружительный план по соединению двух любящих сердец, относится к лучшим персонажам «грасьосо» в комедиях Лопе де Вега:
Реалистическая природа этого амплуа обусловливается или его житейско-практическим мировоззрением, не лишённым иногда и черт психики бывалого пройдохи, или демократическим характером его оценок комедийных событий.
По мнению литературоведа Захария Плавскина, «Собака на сене», несмотря на принадлежность к жанру комедии, является драмой, в которой два любящих друг друга человека разделены сословными барьерами, созданными обществом; чтобы приблизить своё счастье, они вынуждены идти на подлог и вводить в заблуждение окружающих.

## Сценическая судьба
Первую в России постановку пьесы «Собака на сене» осуществил в 1891 году Александринский театр; премьера стала бенефисом актрисы Марии Савиной, исполнившей в спектакле роль графини де Бельфлор. Через два года к комедии Лопе де Веги обратился Малый театр; главную роль сыграла Елена Лешковская.
В последующие десятилетия «Собака на сене» входила в репертуар многих российских театров. Театроведы отдельно выделяли постановку Ленинградского театра комедии в 1936 году (режиссёр Николай Акимов, Диана — Елена Юнгер и Ирина Гошева), а также спектакль на сцене Московского театра революции (1937, режиссёр — В. Власов, Диана — Мария Бабанова).

## Экранизации
- «Собака на сене» (1977, СССР), режиссёр Ян Фрид.
- «Собака на сене» (1996, Испания), режиссёр Пилар Миро.
- «Собака на сене» (1960, Португалия) режиссёр Артур Рамуш